# صفر (ترانه نیوجینز)
«صفر» (انگلیسی: Zero) ترانه‌ای از گروه دخترانه اهل کره جنوبی، نیوجینز است که به عنوان تک‌آهنگ تبلیغاتی برای کمپین کره‌ای کوکا کولا به نام کوکا کولای بدون شکر در ۳ آوریل ۲۰۲۳ منتشر شد. این اولین ترانهٔ گروه است که بیشتر آن به زبان انگلیسی است و با یک موزیک ویدئو همراه بود.

## جدول‌های موسیقی
| جدول (۲۰۲۳)                       | بالاترین جایگاه |
| --------------------------------- | --------------- |
| گلوبال ۲۰۰ (بیلبورد)              | ۱۵۴             |
| ژاپن (ژاپن هات ۱۰۰)               | ۵۸              |
| تک‌آهنگ‌های داغ نیوزیلند (آرام‌ان‌زد) | ۲۹              |
| سنگاپور (آرآی‌ای‌اس)                | ۲۲              |
| کره جنوبی (گائون)                 | ۱۲              |

| جدول (۲۰۲۳)       | جایگاه |
| ----------------- | ------ |
| کره جنوبی (گائون) | ۲۴     |

## تاریخچه انتشار
| منطقه | تاریخ        | فرمت                  | مختلف  | ناشر            | منابع  |
| ----- | ------------ | --------------------- | ------ | --------------- | ------ |
| مختلف | ۳ آوریل ۲۰۲۳ | دانلود دیجیتال استریم | اصلی   | ادور وای‌جی پلاس | [ ۱۰ ] |
| مختلف | ۲۰ ژوئن ۲۰۲۳ | دانلود دیجیتال استریم | ریمیکس | ادور وای‌جی پلاس | [ ۱۱ ] |